# Johann Rogl
Johann Rogl (7. května 1826 Mühltal – 1. října 1899 Vorchdorf) byl rakouský politik německé národnosti, v 2. polovině 19. století poslanec Říšské rady z Horních Rakous.

## Biografie
Profesí byl majitelem hospodářství v Oberhörbachu. Od mládí působil jako zemědělec. Od roku 1860 zasedal v obecním zastupitelstvu ve Vorchdorfu a od roku 1864 zastával uřad starosty obce. Od roku 1879 zasedal na Hornorakouském zemském sněmu.
Působil i jako poslanec Říšské rady (celostátního parlamentu Předlitavska), kam usedl ve volbách roku 1885 za kurii venkovských obcí v Horních Rakousích, obvod Gmunden, Kirchdorf atd. Mandát obhájil ve volbách roku 1891 a volbách roku 1897. Poslancem byl až do své smrti roku 1899. V parlamentu ho pak nahradil Franz Grafinger. Ve volebním období 1885–1891 se uvádí jako Johann Rogl, majitel hospodářství a obecní starosta, bytem Oberhörbach.
Na Říšské radě patřil po volbách roku 1885 do poslaneckého Liechtensteinova klubu. Po volbách roku 1891 patřil do Hohenwartova klubu (tzv. Strana práva). V listopadu 1895 odešel na Říšské radě z Hohewartova klubu do nové poslanecké frakce Katolické lidové strany.
Zemřel v říjnu 1899.